# Dīmītrios Kolovetsios
Dīmītrios Kolovetsios (in greco: Δημήτριος Κολοβέτσιος; Salonicco, 16 ottobre 1991) è un calciatore greco, difensore del Sakaryaspor.

## Carriera
Ha giocato nella prima divisione greca ed in quella turca.

## Palmares

### Club

#### Competizioni nazionali
- Coppa di Grecia: 1

AEK Atene: 2015-2016